# Рифат Растодер
Рифат Растодер (Беране, 11. јул 1950 — Подгорица, 4. мај 2023) био је црногорски политичар. Растодер је био потпредсједник Скупштине Црне Горе и потпредсједник Социјалдемократске партије Црне Горе.

## Биографија
Од 1980. се професионално бавио новинарством. Био је један од најангажованијих новинара, коментатора и уредника програмских блокова и рубрика РТВ ЦГ, а од 1986. године дневног листа „Побједа“. Коаутор је једне од најзапаженијих фељтонских сторија и књиге о судбинама и страдањима људи у својевременом сукобу КПЈ и Информбиро-а.
Истакнути спортиста − један од првих црногорских мајстора каратеа, такмичар, тренер и судија у овом спорту.
Један од утемељивача алтернативног позоришта у Црној Гори (студентска експериментална сцена при АКУД „Мирко Срзентић“ и позориште ДОДЕСТ − Подгорица).
У политици је био један од утемељивача антиратног, реформског покрета у Црној Гори. Био је потпредсједник СДП ЦГ, која је изникла из овог покрета.
Од 1998. је обављао дужност потпредсједника Скупштине Републике Црне Горе.
Године 2016. престао је активно да се бави политиком.
Био је ожењен и имао је двоје дјеце.